# Rio Andronic
O Rio Andronic é um rio da Romênia afluente do rio Bistriţa, localizado no distrito de Suceava.